# Boulevard Marguerite-de-Rochechouart
Boulevard Marguerite-de-Rochechouart är en långsträckt gata i Paris 9:e och 18:e arrondissement. Gatan, som är belägen i kvarteren Rochechouart och Clignancourt, är uppkallad efter Marguerite de Rochechouart (1665–1727), som var abbedissa vid Montmartres kloster. 
Boulevard Marguerite-de-Rochechouart börjar vid Boulevard de Magenta 157 och Boulevard Barbès och slutar vid Rue des Martyrs 74. Bland de närbelägna sevärdheterna återfinns kyrkan Sacré-Cœur.

## Omgivningar
- Sacré-Cœur
- Saint-Pierre de Montmartre
- Saint-Jean de Montmartre
- Square Louise Michel
- Square d'Anvers
- Place Pigalle
- Le mur des je t'aime

## Kommunikationer
- Tunnelbana – linje  – Anvers

### Webbkällor
- ”Boulevard de Rochechouart”. Mairie de Paris. http://www.v2asp.paris.fr/commun/v2asp/v2/nomenclature_voies/Voieactu/8265.nom.htm. Läst 21 februari 2017.